# Joe Sestak
Joseph A. "Joe" Sestak, Jr., född 12 december 1951 i Delaware County, Pennsylvania, är en pensionerad amerikansk viceamiral. Han representerade delstaten Pennsylvanias sjunde distrikt i USA:s representanthus  2007–2011.
Sestak gick i skola i Cardinal O'Hara High School i Springfield. Han utexaminerades 1974 från United States Naval Academy. Han studerade vidare vid Harvard University. Han avlade 1980 masterexamen och 1984 doktorsexamen. Han tjänstgjorde i USA:s flotta 1974–2005.
Sestak besegrade som demokraternas kandidat sittande kongressledamoten Curt Weldon i mellanårsvalet i USA 2006.
Han är en demokratisk kandidat till amerikanska presidentvalet år 2020. Den 1 december 2019 avslutade han sin presidentkandidatur.

## Politiska åsikter
Han förespråkar restriktioner för vapeninnehav.